# Rainer Strecker
Pour les articles homonymes, voir Strecker.
Rainer Strecker né le 25 octobre 1965 à Berlin-Ouest, est un acteur allemand.
Il est surtout connu pour son très bref rôle de l'inspecteur Hugo Fischer dans la série télévisée allemande Alerte Cobra en 1996.